# Tiggeby-Albro
Tiggeby-Albro var till och med 2000 års småortsavgränsning en småort i Eskilstuna kommun. År 2005 upphörde småorten och det finns därefter ingen begyggelsenhet med denna benämning.
Småorten låg huvudsakligen norr om länsväg 230, mellan de nuvarande orterna Dalhagen och Broborg och Västtorp.